# 彼得·海伍德
彼得·海伍德（1772年6月6日—1831年2月10日）是一名大不列颠海军官员，于塔西提岛在1789年4月28日在英国皇家海军邦迪号上被俘,以哗变罪被判处死刑, 但不久获赦免. 他继续自己的海军生涯，最终以荣耀的29年役期退休，被授予准校军衔。 
作为一名曼恩岛上与海军有着密切联系的显赫家族的孩子, 海伍德在15岁那年加入威廉·布莱中尉的邦迪号上,尽管作为一名下级军官他被给予了许多特权. 1787年邦迪号身携到太平洋收集和运输面包树果的任务离开了英格兰,并于1788年抵达塔希提岛.布莱和他相当一部分的船员, 尤其是弗莱彻·克利斯蒂安(Fletcher Christian)变得紧张, 而且在邦蒂号逗留在塔希提岛的五个月里更加恶化。
在邦蒂号开始它回家的航行后不久，克里斯蒂安和他的一些不满的追随者们抓捕了布莱并且控制了船只. 布莱和18名忠于他的船员被流放在一只随水飘泊的露天船上；海伍德选择了跟着留在邦迪号上的船员。 不久, 他和另外15名船员离开邦蒂号留在了塔希提岛, 同时邦蒂号启航，在皮特凯恩群岛结束航行。而布莱，经过过史诗般露天的航行，最终抵达英格兰，并表示海伍德是有煽动哗变罪责的人之一。1971年，海伍德 和他的追随者与塔希提岛被搜救船英国皇家海军潘多拉号俘获, 并被押送回英格兰. 这趟不久的旅程因麻烦不断而变得漫长; 潘多拉号 于大堡礁失事, 四个与海伍德一同被押送的囚徒溺毙, 但海伍德幸运的生还了.
```
 在1792年的九月，海伍德受到军法审判随后与其他五个人被判处绞刑，但是法院建议对海伍德从宽处置，于是国王乔治三世赦免了他。他的运气由此急转直上，他发现自己受到了一位高级官员的青睐，并因此恢复他的职业生涯，仕途从此一路青云，在27岁时他得到第一份指挥工作，使他在31岁时升至上校。他在海军一直服役到1816年，作为一个航线测量员的职业生涯令人敬佩
```